# اچ‌ام‌اس سافک (۱۷۶۵)
اچ‌ام‌اس سافک (۱۷۶۵) (به انگلیسی: HMS Suffolk (1765)) یک کشتی بود که طول آن ۱۶۸ فوت ۱ ۱⁄۲ اینچ (۵۱٫۲ متر) بود. این کشتی در سال ۱۷۶۵ ساخته شد.